# Виборзький провулок (Київ, Жовтневий район)
Ви́борзький прову́лок — зниклий провулок, що існував у Жовтневому, нині Солом'янському районі Києва, місцевість Караваєві дачі. Пролягав від Виборзької вулиці до вулиці Металістів.

## Історія
Виник у 30-ті роки XX століття під назвою 139-та Нова вулиця. Назву Ви́борзький (від російського міста Виборг) провулок отримав 1953 року. 
Ліквідований разом із навколишньою малоповерховою забудовою наприкінці 1970-х — на початку 1980-х років.